# Adimulya
Adimulya is een bestuurslaag in het regentschap Cilacap van de provincie Midden-Java, Indonesië. Adimulya telt 9181 inwoners (volkstelling 2010).